# Torneo Apertura 2001 (Guatemala)
El Torneo Apertura o de Reordenamiento 2001 fue el quinto torneo corto el fútbol guatemalteco de la Liga Nacional de Fútbol de Guatemala.
Este torneo comenzó la temporada 2001/02, la cual inició con doce equipos y para el siguiente torneo corto se redujo a diez con lo que los dos equipos con menor cantidad de puntos descendieron automáticamente a la Primera División para el siguiente torneo.

## Equipos

### Equipos participantes
| Club                                   | Ciudad              | Departamento   | Estadio                           | Capacidad |
| -------------------------------------- | ------------------- | -------------- | --------------------------------- | --------- |
| Antigua GFC                            | Antigua Guatemala   | Sacatepéquez   | Estadio Pensativo                 | 9.000     |
| Aurora Fútbol Club                     | Ciudad de Guatemala | Guatemala      | Estadio del Ejército              | 13.300    |
| Club Social y Deportivo Comunicaciones | Ciudad de Guatemala | Guatemala      | Estadio Cementos Progreso         | 17.000    |
| Club Social y Deportivo Municipal      | Ciudad de Guatemala | Guatemala      | Estadio Mateo Flores              | 25.000    |
| Cobán Imperial                         | Cobán               | Alta Verapaz   | Estadio José Ángel Rossi          | 15.000    |
| Deportivo Jalapa                       | Jalapa              | Jalapa         | Estadio Las Flores                | 10.000    |
| Deportivo Marquense                    | San Marcos          | San Marcos     | Estadio Marquesa de la Ensenada   | 10.000    |
| Deportivo Petapa                       | San Miguel Petapa   | Guatemala      | Estadio Julio A. Cobar            | 10.000    |
| Deportivo Teculután                    | Teculután           | Zacapa         | Estadio Julio Hector Paz Castilla | 8.000     |
| Deportivo Zacapa                       | Zacapa              | Zacapa         | Estadio David Ordóñez Bardales    | 10.000    |
| Universidad de San Carlos              | Ciudad de Guatemala | Guatemala      | Estadio Revolución                | 10.000    |
| Xelajú Mario Camposeco                 | Quetzaltenango      | Quetzaltenango | Estadio Mario Camposeco           | 10.000    |

### Equipos por Departamento
| Departamento   | N.º | Equipos                                         |
| -------------- | --- | ----------------------------------------------- |
| Guatemala      | 5   | Aurora, Comunicaciones, Municipal, Petapa, USAC |
| Zacapa         | 2   | Teculután, Zacapa                               |
| Alta Verapaz   | 1   | Cobán                                           |
| Jalapa         | 1   | Jalapa                                          |
| Quetzaltenango | 1   | Xelajú                                          |
| Sacatepéquez   | 1   | Antigua GFC                                     |
| San Marcos     | 1   | Marquense                                       |

## Fase de clasificación
|  | Pos. | Equipos        | PJ | PG | PE | PP | GF | GC | Dif. | PTS | Clasificación    |
|  | ---- | -------------- | -- | -- | -- | -- | -- | -- | ---- | --- | ---------------- |
|  | 1º   | Municipal      | 22 | 15 | 3  | 4  | 49 | 18 | +31  | 48  | Cuartos de final |
|  | 2º   | Cobán Imperial | 22 | 13 | 4  | 5  | 43 | 25 | +18  | 43  | Cuartos de final |
|  | 3º   | Comunicaciones | 22 | 12 | 6  | 4  | 47 | 23 | +24  | 42  | Cuartos de final |
|  | 4º   | Marquense      | 22 | 10 | 4  | 8  | 30 | 29 | +1   | 34  | Cuartos de final |
|  | 5º   | Jalapa         | 22 | 9  | 6  | 7  | 31 | 21 | +10  | 33  | Cuartos de final |
|  | 6º   | Zacapa         | 22 | 8  | 5  | 9  | 31 | 35 | -4   | 29  | Cuartos de final |
|  | 7º   | Aurora         | 22 | 8  | 4  | 10 | 33 | 43 | -10  | 28  | Cuartos de final |
|  | 8º   | Xelajú MC      | 22 | 6  | 9  | 7  | 27 | 27 | 0    | 27  | Cuartos de final |
|  | 9°   | Antigua GFC    | 22 | 7  | 6  | 9  | 33 | 44 | -11  | 27  |                  |
|  | 10º  | Teculután      | 22 | 6  | 8  | 8  | 22 | 30 | -8   | 26  |                  |
|  | 11°  | Petapa         | 22 | 3  | 5  | 14 | 18 | 40 | -22  | 14  |                  |
|  | 12°  | Universidad SC | 22 | 4  | 2  | 16 | 20 | 50 | -30  | 14  |                  |
|  |      |                |    |    |    |    |    |    |      |     |                  |

## Fase Final
|  | Cuartos de final | Cuartos de final | Cuartos de final | Cuartos de final | Cuartos de final |   |       | Semifinal      | Semifinal | Semifinal | Semifinal | Semifinal |  |   | Final          | Final | Final | Final | Final |  |
|  |                  |                  |                  |                  |                  |   |       |                |           |           |           |           |  |   |                |       |       |       |       |  |
|  |                  |                  |                  |                  |                  |   |       |                |           |           |           |           |  |   |                |       |       |       |       |  |
|  | 1                | Municipal        | 1                | 3                | 4                |   |       |                |           |           |           |           |  |   |                |       |       |       |       |  |
|  | 1                | Municipal        | 1                | 3                | 4                |   |       |                |           |           |           |           |  |   |                |       |       |       |       |  |
|  | 8                | Xelajú           | 1                | 1                | 2                |   |       |                |           |           |           |           |  |   |                |       |       |       |       |  |
|  | 8                | Xelajú           | 1                | 1                | 2                |   | 1     | Municipal      | 0         | 2         | 2         |           |  |   |                |       |       |       |       |  |
|  |                  |                  |                  |                  |                  |   | 1     | Municipal      | 0         | 2         | 2         |           |  |   |                |       |       |       |       |  |
|  |                  |                  | 6                | Jalapa           | 0                | 0 | 0     |                |           |           |           |           |  |   |                |       |       |       |       |  |
|  | 4                | Marquense        | 6                | Jalapa           | 0                | 0 | 0     | 0              | 2         | 2         |           |           |  |   |                |       |       |       |       |  |
|  | 4                | Marquense        |                  |                  |                  |   |       |                |           | 2         |           |           |  |   |                |       |       |       |       |  |
|  | 5                | Jalapa           | 2                | 1                | 3                |   |       |                |           |           |           |           |  |   |                |       |       |       |       |  |
|  | 5                | Jalapa           | 2                | 1                | 3                |   |       |                |           |           |           |           |  | 1 | Municipal (p.) | 0     | 3     | 3 (4) |       |  |
|  |                  |                  |                  |                  |                  |   |       |                |           |           |           |           |  | 1 | Municipal (p.) | 0     | 3     | 3 (4) |       |  |
|  |                  |                  | 2                | Cobán Imperial   | 3                | 0 | 3 (2) |                |           |           |           |           |  |   |                |       |       |       |       |  |
|  | 2                | Cobán Imperial   | 2                | Cobán Imperial   | 3                | 0 | 3 (2) | 1              | 2         | 3         |           |           |  |   |                |       |       |       |       |  |
|  | 2                | Cobán Imperial   |                  |                  |                  |   |       |                |           | 3         |           |           |  |   |                |       |       |       |       |  |
|  | 7                | Aurora FC        | 1                | 1                | 2                |   |       |                |           |           |           |           |  |   |                |       |       |       |       |  |
|  | 7                | Aurora FC        | 1                | 1                | 2                |   | 2     | Cobán Imperial | 1         | 3         | 4         |           |  |   |                |       |       |       |       |  |
|  |                  |                  |                  |                  |                  |   | 2     | Cobán Imperial | 1         | 3         | 4         |           |  |   |                |       |       |       |       |  |
|  |                  |                  | 3                | Comunicaciones   | 1                | 2 | 3     |                |           |           |           |           |  |   |                |       |       |       |       |  |
|  | 3                | Comunicaciones   | 3                | Comunicaciones   | 1                | 2 | 3     | 0              | 4         | 4         |           |           |  |   |                |       |       |       |       |  |
|  | 3                | Comunicaciones   |                  |                  |                  |   |       |                |           | 4         |           |           |  |   |                |       |       |       |       |  |
|  | 6                | Zacapa           | 1                | 0                | 1                |   |       |                |           |           |           |           |  |   |                |       |       |       |       |  |
|  | 6                | Zacapa           | 1                | 0                | 1                |   |       |                |           |           |           |           |  |   |                |       |       |       |       |  |
|  |                  |                  |                  |                  |                  |   |       |                |           |           |           |           |  |   |                |       |       |       |       |  |

| Campeón Apertura 2001 |
| Municipal 18º Título  |
| --------------------- |